# Liste der Studentenverbindungen in Kaiserslautern
Die Liste der Studentenverbindungen in Kaiserslautern verzeichnet die aktiven, suspendierten und erloschenen Korporationen in Kaiserslautern und Landau, welche verschiedenen Korporationsverbänden angehören. Sie sind an der Rheinland-Pfälzische Technische Universität Kaiserslautern-Landau ansässig.

## Kaiserslautern

### Aktive Verbindungen
Die Sortierung erfolgt nach Gründungsdatum.
|  |
|  |
|  |
|  |
|  |

|  |
|  |
|  |
|  |
|  |

|  |
|  |
|  |
|  |
|  |

|  |
|  |
|  |
|  |
|  |

|  |
|  |
|  |
|  |
|  |

f.f. = farbenführend, wenn nicht angegeben farbentragend

### Inaktive und erloschene Verbindungen
Die Sortierung erfolgt nach Gründungsdatum.
|  |
|  |
|  |
|  |
|  |

|  |
|  |
|  |
|  |
|  |

|  |
|  |
|  |
|  |
|  |

|  |
|  |
|  |
|  |
|  |

|  |
|  |
|  |
|  |
|  |

|  |
|  |
|  |
|  |
|  |

|  |
|  |
|  |
|  |
|  |

|  |
|  |
|  |
|  |
|  |

f.f. = farbenführend, wenn nicht angegeben farbentragend

## Landau

### Aktive Verbindungen
Die Sortierung erfolgt nach Gründungsdatum.
| Name           | Gründung      | Farben                                                    | Wappen | Zirkel | Verband | Fechtfrage     | Mitglieder | Anmerkungen |
| -------------- | ------------- | --------------------------------------------------------- | ------ | ------ | ------- | -------------- | ---------- | --- |
| KDStV Vasgovia | 13. Jan. 1960 | \| \| \| \| \| \| \| \| \| \| \| \| schwarz-gold auf weiß |        |        | CV      | nichtschlagend | Männer     | als die Vasgovia gegründet wurde, gab es noch nicht die Universität, sondern die „Pädagogische Hochschule“. „Vasgovia“ ist die latinisierte Form des Wortes „Wasgau“. So nennt sich der Teil der Pfalz, in der Landau liegt; seit 1967 im CV |
|                |               |                                                           |        |        |         |                |            | |
|                |               |                                                           |        |        |         |                |            | |
|                |               |                                                           |        |        |         |                |            | |
|                |               |                                                           |        |        |         |                |            | |
|                |               |                                                           |        |        |         |                |            | |
|                |               |                                                           |        |        |         |                |            | |

### Inaktive und erloschene Verbindungen
Die Sortierung erfolgt nach Gründungsdatum.
| Name                                 | Gründung | Farben                                      | Wappen | Zirkel | Verband      | Fechtfrage     | Mitglieder | Anmerkungen |
| ------------------------------------ | -------- | ------------------------------------------- | ------ | ------ | ------------ | -------------- | ---------- | ----------- |
| KStV Pascalia                        |          |                                             |        |        | KV           | nichtschlagend | Männer     | inaktiv     |
| Freie Burschenschaft Staufia Trifels | 1970     | \| \| \| \| \| \| \| \| \| \| rot-weiß-grün |        |        | verbandsfrei |                | Männer     | inaktiv     |
|                                      |          |                                             |        |        |              |                |            |             |
|                                      |          |                                             |        |        |              |                |            |             |
|                                      |          |                                             |        |        |              |                |            |             |
|                                      |          |                                             |        |        |              |                |            |             |
|                                      |          |                                             |        |        |              |                |            |             |